# Pylaisiadelpha indosinensis
Pylaisiadelpha indosinensis là một loài Rêu trong họ Sematophyllaceae. Loài này được (Broth. & Paris) W.R. Buck miêu tả khoa học đầu tiên năm 1984.